# Il pomicione
Il pomicione è un film del 1976 diretto da Roberto Bianchi Montero.

## Trama
Raffaele è un rilegatore di mezza età stanco della monotonia della vita quotidiana; decide di cambiare vita riuscendo a farsi notare da una bellissima ragazza, abbandonando moglie e figlio.

## Produzione

### Riprese
Le riprese interne furono girate negli stabilimenti Cave Film Studio, mentre quelle esterne si svolsero in Trentino-Alto Adige: a Trento presso il castello del Buonconsiglio, a Riva del Garda, ad Arco e nel rifugio di passo San Giovanni, oggi scomparso.
Alcune fonti indicano la presenza di Joan Collins, compresa una sua biografia, benché la Collins non sia presente nella pellicola.

### Colonna sonora
Le musiche furono composte e dirette da Alberto Baldan Bembo; alcuni brani furono eseguiti dal gruppo I Domodossola.

### Censura
La commissione di revisione cinematografica fece eliminare due scene: due sequenze del rapporto sessuale in piedi tra il libraio e la ragazza bionda e l'accoppiamento tra i due giovani nella stanza d'albergo, per un totale di 30 metri di pellicola. Con questi tagli fu ammesso alla distribuzione nelle sale col divieto ai minori di 18 anni.
La nuova revisione del 2018 effettuata per la distribuzione in DVD ha eliminato ogni divieto, mantenendo i tagli della precedente.

## Accoglienza

### Critica
(Vice, Domani, 22 luglio 1976)